# مخلب الشيطان الأحمر

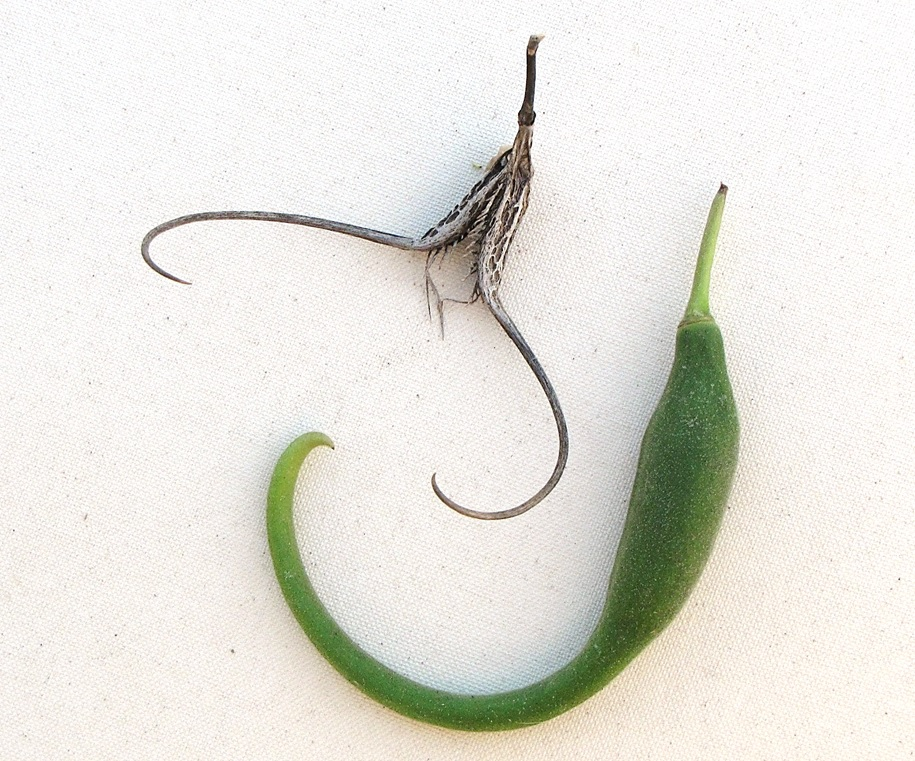
ثمرة إيهك مجففة (في الأعلى)

مخلب الشيطان (الاسم الأصلي بلغة الأوأودهم: iːhuk إيهُك) أو مخلب الشيطان الأحمر أو نبتة وحيد القرن أو ثنائي المخلب (الاسم العلمي: Proboscidea parviflora)، جنس نباتات من الفصيلة المارتينية. موطنها شمال المكسيك وجنوب غربي الولايات المتحدة الأمريكية، تحديدًا في ولاية أريزونا وأجزاء من الولايات المجاورة. سُميت مخلب الشيطان ونبتة وحيد القرن بسبب مظهر ثمارها.

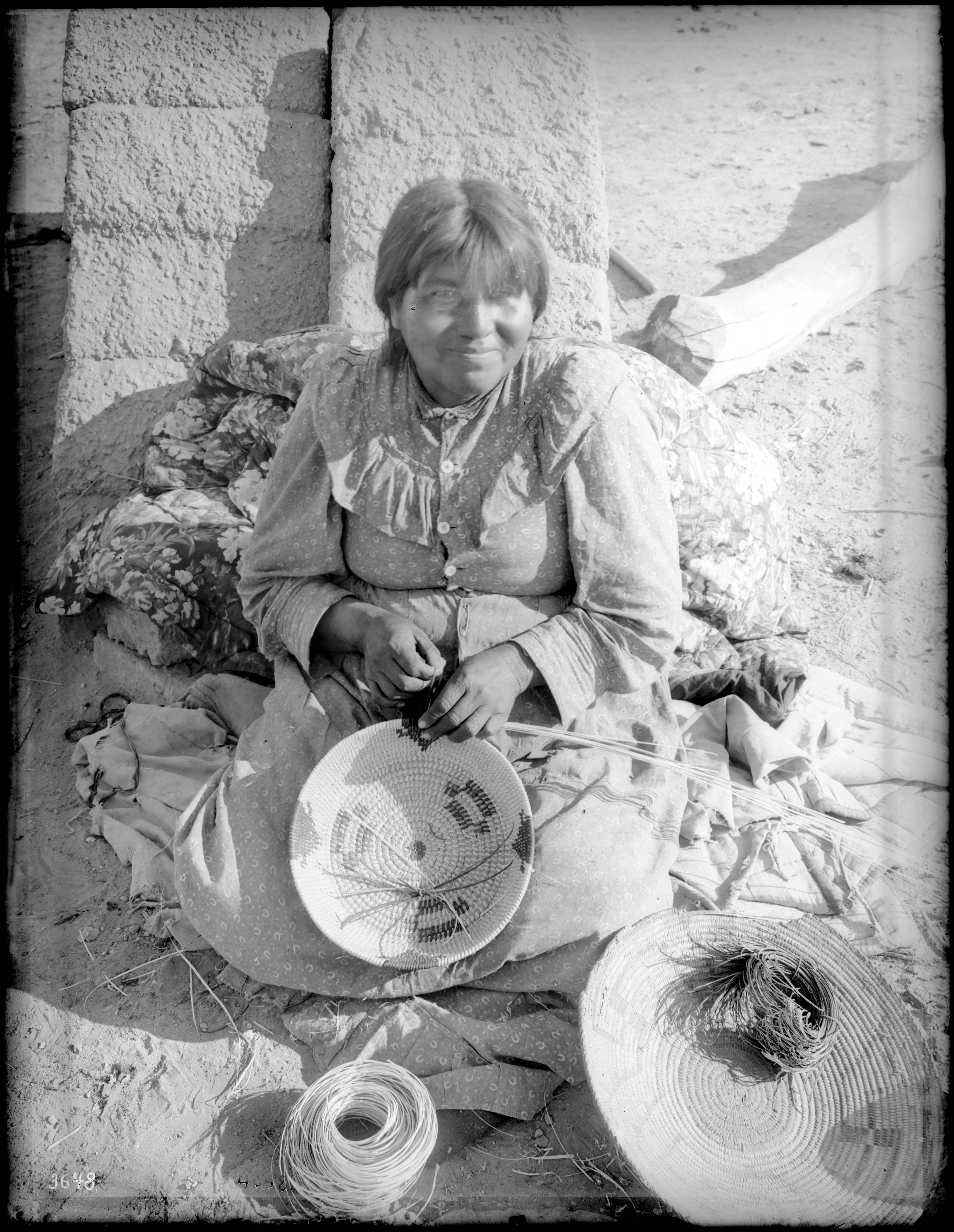
تُستخدم النبتة في حياكة السلال لدى قبيلة الأوأودهم في أريزونا

لمخلب الشيطان أهمية لدى شعب الأوأودهم الأصليين في أريزونا، حيث اُستعملت ثمار النبتة المجففة في صناعة السلال، وهي مصدر اللون الأسود فيها.